# Demokratska Republika Mađarska
Demokratska Republika Mađarska bila je nezavisna republika proglašena nakon raspada Austro-Ugarske Monarhije 1918.

## Povijest
Pred kraj Prvog svjetskog rata, raspadom Austro-Ugarske, nastala je nova situacija i za Mađarsku. 28. listopada 1918. neovisnost je proglasila Čehoslovačka, čime je Mađarska ostala bez slovačkog dijela i potkarpatskog područja, 29. listopada Hrvatski sabor raskinuo je sve državno-pravne veze, kako s Austrijom, tako i s Mađarskom, a 31. listopada i sama je mađarska vlada prekinula uniju s Austrijom, čime je Austro-Ugarska i službeno prestala postojati. 
Mađarska je 16. studenoga postala neovisna demokratska republika. Srpska i francuska vojska polovicom studenoga osvojile su Bačku, Banat, Srijem, Pečuh i Temišvar, a skupština koja nije odražavala pravi brojčani odnos pojedinih naroda proglašava 25. studenoga ujedinjenje Vojvodine sa Srbijom. 22. studenoga 1918. Rumunjsko središnje vijeće koje je okupljalo Rumunje u Transilvaniji javilo je mađarskoj vladi da je preuzelo vlast u Transilvaniji, a 1. prosinca iste godine u gradu Alba Iulia (mađ. Gyulafehérvár) proglašeno je sjedinjenje Transilvanije s Rumunjskim Kraljevstvom. Do veljače 1919. mađarska je vlada, zbog neuspjeha na unutarnjem i vojnom planu, izgubila podršku u narodu. 
Nakon što su sile Antante 21. ožujka zahtijevale dodatne teritorijalne ustupke od Mađarske, grof Mihály Károlyi daje ostavku, a na vlast dolazi Komunistička partija Mađarske na čelu s Bélom Kunom, te proglašava Mađarsku Sovjetsku Republiku.